# کوهستان (حویق)
کوهستان یک روستا در ایران است که در بخش حویق شهرستان تالش در استان گیلان واقع شده‌است.

## جمعیت
این روستا در دهستان حویق قرار دارد و براساس سرشماری مرکز آمار ایران در سال ۱۳۸۵، جمعیت آن ۱۸۱ نفر (۳۸ خانوار) بوده‌است. مردم این روستا به زبان ترکی آذربایجانی سخن می‌گویند.